# IJssportcentrum Tilburg
IJssportcentrum Tilburg – kryte lodowisko w Tilburgu, w prowincji Brabancja Północna, w Holandii. Obiekt został otwarty w 1998 roku. Trybuny lodowiska mogą pomieścić 2500 widzów. Swoje spotkania na arenie rozgrywają hokeiści klubu Tilburg Trappers. W 2010 roku na obiekcie rozegrano wszystkie spotkania grupy A hokejowych Mistrzostw Świata I dywizji.